# 克洛伊德島
66°25′S 110°33′E / 66.417°S 110.550°E
克洛伊德島（英語：Cloyd Island）是南極洲的島嶼，長1公里，屬於風車群島的一部分，根據美國海軍拍攝的空中照片繪入地圖，現時由南極條約體系管理。